# Schizotricha vervoorti
Schizotricha vervoorti is een hydroïdpoliep uit de familie Halopterididae. De poliep komt uit het geslacht Schizotricha. Schizotricha vervoorti werd in 1998 voor het eerst wetenschappelijk beschreven door Peña Cantero. 